# Тарлашка
Тарлашка — посёлок в Таштагольском районе Кемеровской области. Входит в состав Спасского сельского поселения.

## История
Название произошло от тюркского Тарла — «пашня; распаханное поле; место, где растёт трава».
Ещё в глубокой древности на данной территории предки современных шорцев пытались выращивать зерновые культуры, для чего взрыхляли почву. Это и нашло отражение в названии старинного шорского аала.
До 1917 года Тарлашка входила в состав Кондомской волости Кузнецкого уезда Томской губернии. Официально называлась Тарлаш улус.
Во времена СССР входила в состав Спасского поссовета Таштагольского горисполкома.
В посёлке было подсобное хозяйство продснаба.

## География
Посёлок расположен в устье реки Тарлашка, где она впадает в Кондому, в 2-х километрах от посёлка Усть-Уруш.
Центральная часть населённого пункта расположена на высоте 420 метров над уровнем моря.

## Население
В 1968 году проживало 126 жителей.
По данным Всероссийской переписи населения 2010 года, в посёлке Тарлашка проживает 10 человек (5 мужчин, 5 женщин).